# Mu Columbae
Mu Columbae (μ Col) este denumirea Bayer a unei stele din constelația Porumbelul. Are o magnitudine aparentă de 5.15. Se află la o distanță de aproximativ 1300 ani-lumină (400 parseci) de Pământ.
Stele α Col, ζ CMa, λ CMa, δ Col, θ Col, κ Col, λ Col, μ Col și ξ Col au format Al Ḳurūd (ألقرد - al-qird), Maimuțele.